# Hop hop
Hop hop es el segundo álbum de estudio de la banda viguesa Aerolíneas Federales. Fue editado por DRO en 1987 y supuso una continuación del sonido que la banda había marcado un año antes en su disco de debut basado en letras sencillas donde tenían cabida varios estilos desde el pop hasta el ska utilizando además bases electrónicas.

## Lista de canciones
- "Hop hop". - 3:30
- "Alegra la cara". - 1:53
- "Por ti". - 2:44
- "Oh qué pena me das". - 2:40
- "Mulata". - 3:10
- "No quiero sufrir". - 1:50
- "Y mi chica dijo sí". - 2:46
- "Látigo negro". - 3:20
- "Soy un señor". - 3:40
- "Qué bien". - 2:17
- "El Congo". - 3:10
- "La loncha". - 2:30
- "Mi vídeo no tiene mando a distancia" (versión de Video Killed the Radio Star de The Buggles). - 2:30
- "Ven conmigo".